# Església de la Mare de Déu de la Salut (Badalona)
L'església de la Mare de Déu de la Salut és un temple parroquial catòlic del barri de La Salut de Badalona, al passeig de La Salut, núm. 38. Pertany a l'arxiprestat de Badalona sud, a l'arquebisbat de Barcelona.
Abans de la seva erecció, el barri de la Salut depenia de la parròquia de Sant Josep. La parròquia va ser erigida canònicament el 7 de setembre de 1954 pel bisbe de Barcelona Gregorio Modrego Casaus sota l'advocació de la Mare de Déu de la Salut. Va començar a funcionar amb normalitat el 1955, a partir del 30 de gener, quan en va prendre possessió el seu primer rector, mossèn Miquel Espinosa. A partir del 19 de març d'aquell any s'inicia la celebració de la missa i l'administració de sagraments en un local provisional instal·lat en el núm. 6 del carrer d'Echegaray. El temple i les seves dependències es van iniciar l'any següent: el conjunt parroquial consta d'església, escoles, dispensari, casa rectoral, residència i llar d'infants. Tots van ser projectats per l'arquitecte badaloní Joan Padrós i Fornaguera. La primera pedra es va posar el 4 de novembre del 1956 en presència de les principals autoritats religioses i civils, i va ser beneït el 1958, moment en què estava construïda la nau central. Finalment, es va consagrar el 30 d'agost de 1964.
Conserva en el seu arxiu els llibres sacramentals des de 1955.